# 朝倉祐弥
朝倉 祐弥（あさくら ゆうや、1977年10月5日 - ）は、日本の小説家。和歌山県新宮市出身。和歌山工業高等専門学校卒業。

## 経歴
2004年、「白の咆哮」で第28回すばる文学賞受賞。

## 作品リスト

### 単行本
- 『白の咆哮』（2005年1月10日、集英社、ISBN 9784087747447）
  - 初出:『すばる』2004年11月号
- 『救済の彼岸』（2007年3月10日、集英社、ISBN 9784087748499）
  - 初出:『すばる』2006年10月号

### 単行本未収録作品
- ＜鈴木少尉＞の帰還（『すばる』2007年5月号）